# La Dernière Chasse (film)
Pour les articles homonymes, voir La Dernière Chasse.
Pour plus de détails, voir Fiche technique et Distribution.
La Dernière Chasse (The Last Hunt) est un western américain de Richard Brooks, sorti en 1956.

## Synopsis
En 1883, deux anciens compagnons de guerre que tout semble opposer font équipe dans une campagne de chasse aux bisons. Charley, homme au tempérament cruel, sadique et raciste, s'oppose à Sandy, plus humain et sensible, qui tente sans cesse de calmer les instincts meurtriers de son associé. Tandis que le second prend de plus en plus conscience que tuer des animaux équivaut à conduire les Indiens à la famine, le premier massacre sans pitié une de leurs familles en gardant pour lui la seule survivante. Cette dernière, qui hait Charley, se rapproche de Sandy, qui lui témoigne attention et tendresse. Leurs divergences de vues (sur la chasse, sur le sort des Indiens) se cristallisent à la suite de l'apparition d'un bison blanc, animal sacré pour les Indiens, et dont la peau vaut beaucoup plus cher que celle des bisons ordinaires.

## Fiche technique
- Titre : La Dernière Chasse
- Titre original : The Last Hunt
- Réalisation : Richard Brooks
- Production: Dore Schary
- Société de production et distribution : MGM
- Scénario : Richard Brooks d'après un roman de Milton Lott
- Musique originale : Daniele Amfitheatrof
- Directeur de la photographie : Russell Harlan
- Montage : Ben Lewis
- Direction artistique : Cedric Gibbons et Merrill Pye
- Décorateur de plateau : Fred M. MacLean et Edwin B. Willis
- Pays de production : États-Unis
- Genre : Western
- Format : Couleur (Eastmancolor) - Son : 4-Track Stereo (Western Electric Sound System)
- Durée : 108 minutes
- Date de sortie : États-Unis : 30 avril 1956 (New York)

## Distribution
- Robert Taylor (VF : Jean Davy) : Charles Gilson
- Stewart Granger (VF : Roland Menard) : Sandy McKenzie
- Debra Paget (VF : Sophie Leclair) : L'Indienne
- Lloyd Nolan (VF : Jean Clarieux) : Jambe de bois
- Russ Tamblyn (VF : Michel Cogoni) : Jimmy O’Brien
- Constance Ford : Peg
- Joe De Santis (VF : Jean-Jacques Delbo) : Ed Black
- Ainslie Pryor (VF : André Valmy) : Le chasseur de bisons
- Ralph Moody (VF : Henry Valbel) : L'agent indien
- Fred Graham (VF : Georges Hubert) : Le barman
- Ed Lonehill : Spotted Hand

## Production
Enthousiasmée par l'alchimie entre Robert Taylor et Stewart Granger dans le film La Perle noire de Richard Thorpe, la MGM propose à Richard Brooks d'engager ces deux acteurs pour son film mais en inversant les rôles : Granger, le « méchant » du film de Thorpe jouera ici le héros, et Taylor, qui jouait le « gentil », deviendra le méchant du film.
Les bisons qu'on voit mourir dans le film meurent réellement. En effet, à l'époque du tournage, cette espèce protégée, voit ses troupeaux croître rapidement. Afin que les troupeaux ne soient pas trop importants, une cinquantaine de bêtes âgées sont abattues par des chasseurs qui achètent à l'État des licences pour cette chasse. Pour ce tournage, la MGM a acheté toutes les licences disponibles cette année-là. Les corps des bêtes tuées sont emmenés chaque soir en camions frigorifiques puis replacés le matin sur les lieux du tournage dans leur position initiale afin de tourner les scènes dans ce « décor ». Il finit par s'en dégager une odeur de putréfaction difficile à supporter pour l'équipe du film.

## Analyse
Charlie et Sandy sont des personnages proches, « les deux faces, l'une négative, l'autre positive, d'un même homme : le chasseur » La différence entre eux tient à ce que l'un tue pour survivre en ayant mauvaise conscience, tandis que l'autre y trouve une véritable « jouissance. » Dans la nouvelle filmographie westernienne proindienne des années 1950, c'est un des rares films qui mettent radicalement en question la conquête de l'Ouest : le principe alors admis de la supériorité de la civilisation blanche sur les ethnies autochtones amérindiennes.